# Lygephila sublutea
Lygephila sublutea är en fjärilsart som beskrevs av W. Warren 1913. Lygephila sublutea ingår i släktet Lygephila och familjen nattflyn. Inga underarter finns listade i Catalogue of Life.